# Luis Gómez
Luis Oswaldo Gómez Cáceres (Guayaquil, 1972. április 20. – ) ecuadori válogatott labdarúgó.

## Pályafutása

### Klubcsapatban
Pályafutása során sok csapatban megfordult, de a legtöbb időt a Barcelona SC együttesénél töltötte. A klubnak 1992 és 2003 között egy-egy rövid kitérőt leszámítva volt a tagja, és melynek színeiben 1995-ben, illetve 1997-ben ecuadori bajnoki címet szerzett. Később játszott még az LDU Quito csapatában is, mellyel 2005-ben megnyerte az Aperturát.

### A válogatottban
1999 és 2003 között 12 alkalommal szerepelt az ecuadori válogatottban és 1 gólt szerzett. Részt vett a 2002-es CONCACAF-aranykupán és a 2002-es világbajnokságon.

## Sikerei, díjai
Barcelona SC
- Ecuadori bajnok (2): 1995, 1997

LDU Quito
- Ecuadori bajnok (1): Apertura 2005